# Sadepani
Sadepani (nep. साँडेपानी) – gaun wikas samiti w zachodniej części Nepalu w strefie Seti w dystrykcie Kailali. Według nepalskiego spisu powszechnego z 2001 roku liczył on 2592 gospodarstw domowych i 17956 mieszkańców (8814 kobiet i 9142 mężczyzn).